# Rans (Jura)
Rans ist eine französische Gemeinde mit 529 Einwohnern (Stand 1. Januar 2022) im Département Jura in der Region Bourgogne-Franche-Comté. Sie gehört zum Arrondissement Dole und zum Kanton Mont-sous-Vaudrey. 

## Geographie
Die Gemeinde liegt rund 25 Kilometer südwestlich von Besançon am linken Ufer des Flusses Doubs. Sie grenzt im Norden an Ranchot, im Osten an Fraisans, im Süden an Plumont, im Westen an Étrepigney sowie im Nordwesten an La Barre.

## Geschichte
Von 1790 bis 1794 übernahm die Gemeinde Rans schrittweise die bisher eigenständige Gemeinde Raudey.

### Bevölkerungsentwicklung
| Jahr                       | 1962 | 1968 | 1975 | 1982 | 1990 | 1999 | 2006 | 2018 |
| Einwohner                  | 303  | 350  | 402  | 404  | 389  | 416  | 448  | 534  |
| Quellen: Cassini und INSEE |      |      |      |      |      |      |      |      |

## Sehenswürdigkeiten
- Die  Schmiede von Rans, auf Französisch Forges de Rans, wurde 1705 am Fluss Doubs etabliert. Das Gebäude wurde am 21. Dezember 1984 zu einem historischen Monument erklärt.[1]

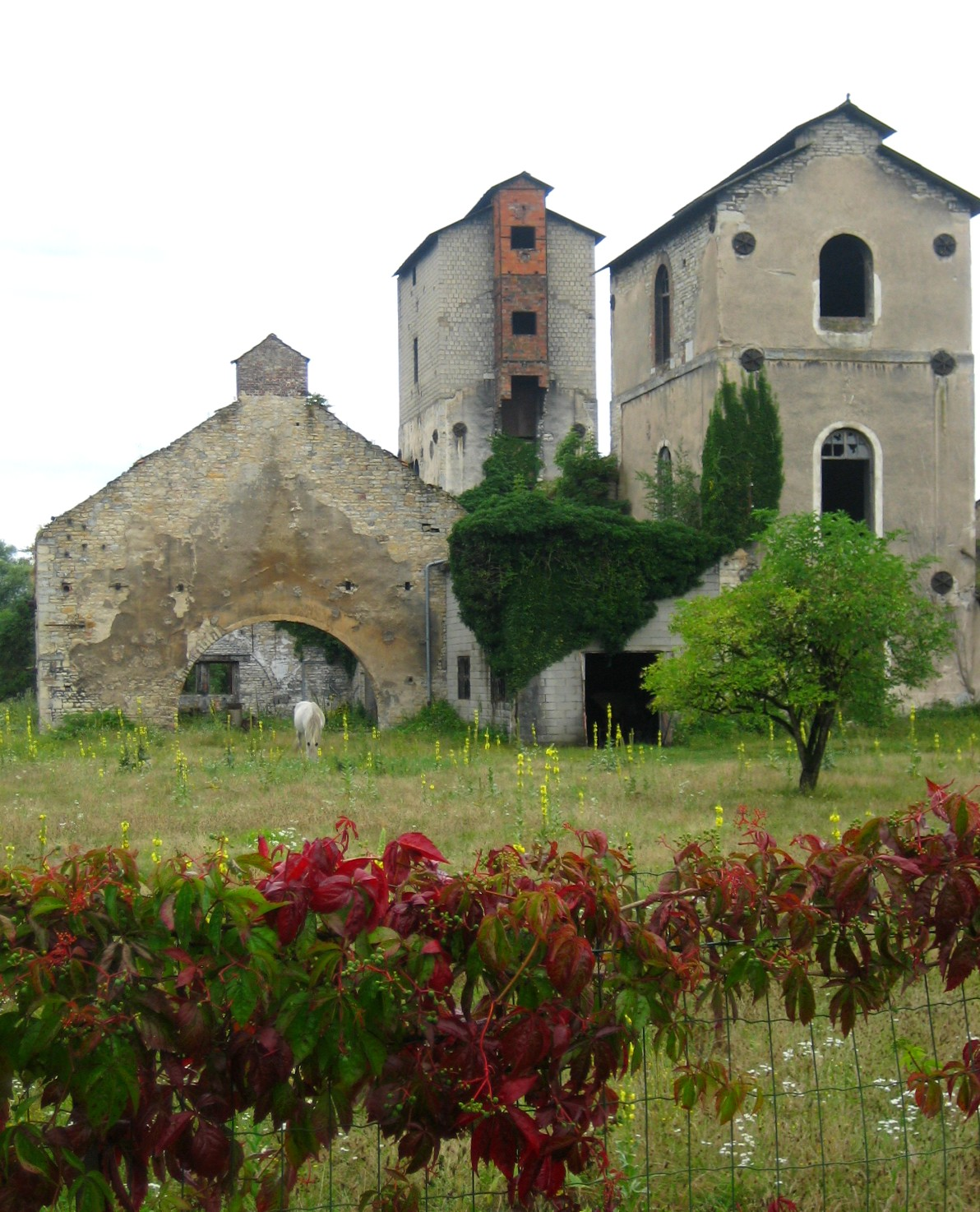
Die Schmiede von Rans
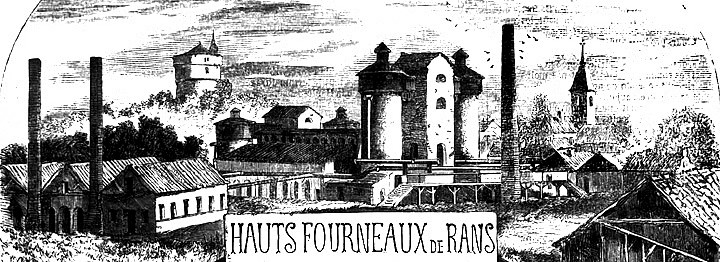
Zeichnung von Émile Bourdelin von 1859
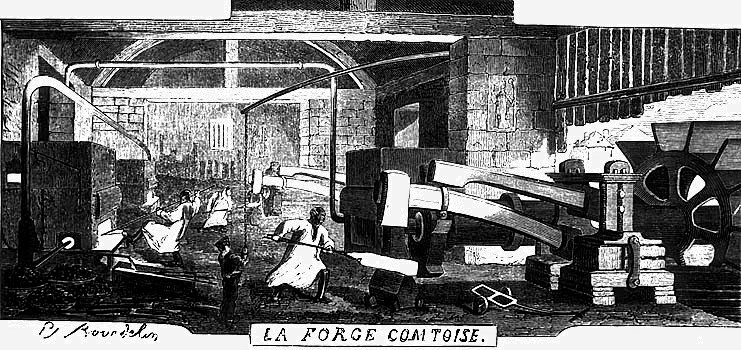
Hammerschmiede (um 1859)
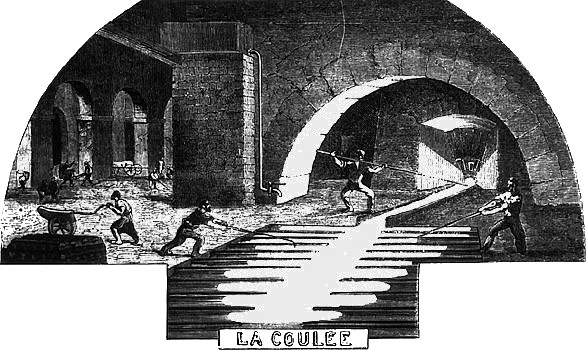
Ableitung des flüssigen Eisens (um 1859)
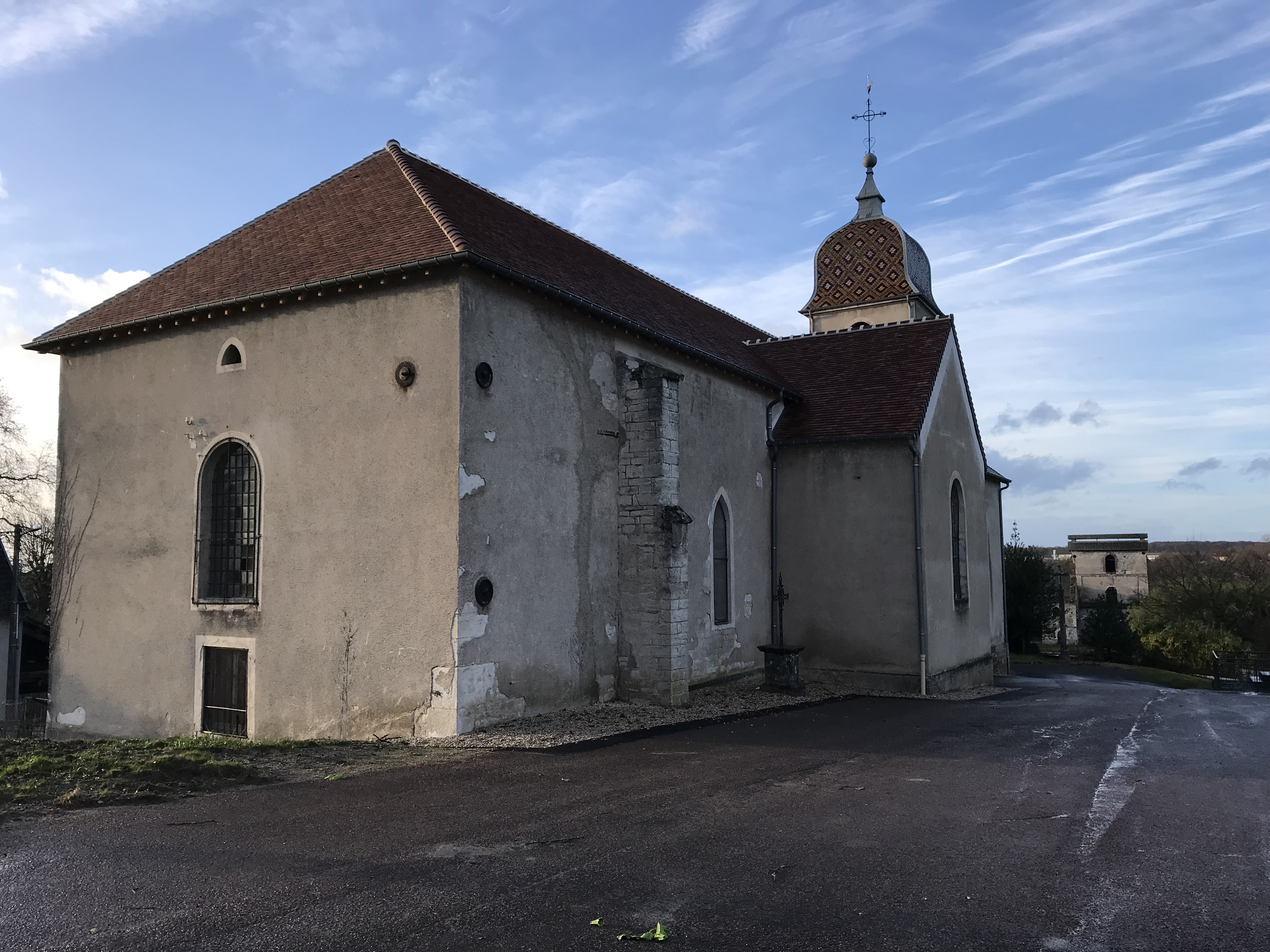
Kirche Saint-Étienne